# شهر را بلرزان (فیلم ۲۰۱۲)
«شهر را بلرزان» (انگلیسی: Rock the Casbah (2012 film)) یک فیلم است که در سال ۲۰۱۲ منتشر شد.